# I Burn
Gli I Burn sono un gruppo Industrial-Dark ambient Italiano.

## Storia
Gli I Burn nascono ad Ancona nel 1997 dalla collaborazione di Gabriele Santamaria e Maurizio Landini.
Gabriele Santamaria veniva dal precedente progetto ORDEAL, mentre Maurizio Landini portava avanti i progetti personali Abiura Fatima, Biped, H.P.P. e Typhoid che incideva per la tedesca Hands Productions.
Gli I Burn esordirono nel 1998 con l'album Infraharmonies, Scald Cavities edito dalla Fuoco Records, per poi pubblicare il disco omonimo per la Maintenance.
Nel 1999 pubblicarono il 10" Ipertermia per la tedesca Stateart, per poi pubblicare il loro terzo album dal titolo 3rd Degree Burns Ambience per la Old Europa Cafe, che proponeva un suono tra rumorismo e tonalità industriali.
Nel 2002 pubblicano I Burn vs. Sshe Retina Stimulants - Subfried Traffic Perfection in collaborazione con Sshe Retina Stimulants progetto parallelo di Paolo Bandera dei Sigillum S.

## Componenti
- Maurizio Landini : Campioni
- Gabriele Santamaria: Chitarra, campioni

## Discografia[2]

### Album CD
- 1998 - I Burn (CDr - Maintenance)
- 1998 - Infraharmonies, Scald Cavities (CD - Fuoco Records)
- 1999 - 3rd Degree Burns Ambience (CD - Old Europa Cafe)
- 2002 - Il Riequilibrio Delle Risorse (CDr - Pre Feed)
- 2002 - I Burn vs. Sshe Retina Stimulants- Subfried Traffic Perfection (CD - Horch!)

### 10"
- 1998 - Ipertermia (Stateart)

### Compilation
- 2000 - Inquinamento Acustico Vol.1 (CD - Misty Circles, Oktagön)
- 2003 - L'Ame Electrique Presents Old Europa Cafe (L'Ame Electrique)